# Tom Piccirilli
Pour les articles homonymes, voir Piccirilli.
Œuvres principales
- Un chœur d’enfants maudits
- La Rédemption du marchand de sable

Tom Piccirilli, né le 27 mai 1965 à New York et mort le 11 juillet 2015, est un auteur américain de fantastique, d'horreur et de thriller. Il a gagné le prix Bram Stoker du meilleur roman 2002 pour The Night Class.

## Œuvres

### Romans

#### SérieFelicity Grove
1. (en) The Dead Past, 1997
2. (en) Sorrow's Crown, 1998

#### SérieCold
1. (en) The Cold Spot, 2008
2. (en) The Coldest Mile, 2009

#### Romans indépendants
- (en) Dark Father, 1990
- (en) Shards, 1996
- (en) Inside the Works: A 3-Way Collection of Hardcore Horror, 1997Écrit avec Gerard Daniel Houarner et Edward Lee.
- (en) Hexes, 1999
- (en) The Deceased, 2000
- (en) The Night Class, 2000
- (en) A Lower Deep, 2001
- (en) Grave Men, 2002
- (en) Fuckin' Lie Down Already, 2003
- Un chœur d’enfants maudits, Gallimard, coll. « Folio SF » no 258, 2006 ((en) A Choir of Ill Children, 2003)
- (en) Coffin Blues, 2004
- (en) Thrust, 2005
- (en) November Mourns, 2005
- (en) Headstone City, 2006
- La Rédemption du marchand de sable, Denoël, coll. « Lunes d'encre », 2009 ((en) The Dead Letters, 2006)Réédition Gallimard, coll. « Folio policier » no 620, 2011
- (en) Frayed, 2007
- (en) The Midnight Road, 2007
- (en) The Fever Kill, 2007
- (en) The Shadow Season, 2009
- (en) The Coldest Mile, 2009
- Les Derniers Mots, Gallimard, coll. « Série noire », 2018 ((en) The Last Kind Words, 2012)Réédition Gallimard, coll. « Folio policier » no 890, 2019
- Le Dernier Murmure, Gallimard, coll. « Série noire », 2019 ((en) The Last Whisper in the Dark, 2013)

### Recueils de nouvelles
- (en) Pentacle, 1995
- (en) The Hanging Man and Other Strange Suspensions, 1996
- (en) The Dog Syndrome and Other Sick Puppies, 1997
- (en) Deep into that Darkness Peering, 1999
- (en) Mean Sheep, 2003
- (en) A Little Black Book of Noir Stoires, 2003

### Nouvelles
- Alchimie, 2011 ((en) Alchemy, 2002)in Ténèbres 2011, Dreampress